# 麻秋
麻秋（？—350年），十六国时期后赵和前秦将领。他参与后赵对前燕和前凉的战争，都有败绩。石虎死后，后赵大乱，他与冉闵联合，助他杀死胡人。後被苻洪俘获，因發動一场导致苻洪身亡的政变而被杀。

## 效力后赵
建平四年（333年）十月，后赵权臣丞相魏王石虎派将军麻秋讨伐自称雍州刺史依附前凉的氐族首领蒲洪。蒲洪不战而降。

### 对前燕作战
建武四年（338年）三月，已登基为天王的石虎遣将军郭太、麻秋率轻骑二万追杀段部鲜卑首领段辽到密云山，俘获其母亲、妻子，斩首三千级。段辽投降。十二月，因段辽又投降前燕，石虎遣征东将军麻秋率众三万接受段辽投降，对麻秋说受降如受敌，不可轻视，并任段辽旧臣尚书左丞阳裕为麻秋的司马。麻秋屯兵令支。燕王慕容皝亲率诸将接受段辽投降，遣子慕容恪于密云山伏下七千精骑，大败麻秋于三藏口，死者十之六七，麻秋步行逃走，阳裕和将军鲜于亮被俘。皇甫真以破麻秋之功被拜为奉车都督，守辽东、营丘二郡太守。石虎怒得连正在吃的饭也吐出来了，削麻秋官爵。

### 对前凉作战
建武十二年（346年）六月，凉州刺史麻秋、将军孙伏都攻金城，赵将王擢也攻打前凉。八月，太守张冲请求投降，县令车济不降。麻秋想让他投降，用兵器威胁，车济伏剑而死。凉州震动。凉公张重华向主簿谢艾问计，谢艾请求率七千兵破王擢、麻秋等。张重华拜谢艾为中坚将军，给他步骑五千命他攻击麻秋。谢艾引兵出振武，夜间有两只枭在牙帐中叫，谢艾说这是克敌之兆，进军与赵军交战，大破之，斩杀赵将綦母安等，斩首五千级，俘获一万人，被封为福禄伯。麻秋又攻大夏，护军梁式抓住太守宋晏，举城投降麻秋，麻秋派宋晏写信引诱宛戍都尉宋矩。宋矩到后，说自己不肯背主，先杀妻儿再自刎。麻秋说车济和宋矩是义士，收葬了他们。
建武十三年（347年）四月，麻秋攻打前凉的枹罕，率众八万围城，造了数重工事，用云梯、地道分兵百路攻城，被守军抵御，死伤数万，石虎又派将军刘浑等率步骑二万相助。晋昌太守郎坦指使军士李嘉秘密带赵军千余人登城西北角，宁戎校尉张璩督诸将力战，杀二百余人，赵军退。张璩烧了赵军的攻城器具，麻秋退守大夏，对诸将说自己用兵于五都之间，攻城略地战无不克，等到用兵秦陇，从仇池、长最再到攻打枹罕，屡次受挫，可见是天意，非人力所能为。
石虎以中书监石宁为征西将军，率并、司州二万余军队为麻秋等的后继。张重华部将宋秦等率二万户投降。河湟间氐羌十余万与张璩结盟，麻秋忌惮他们，不进军。张重华以谢艾为使持节、军师将军，率步骑三万进军临河。谢艾乘着轻车，戴着白色便帽，击鼓前进。麻秋望见，怒称谢艾年少书生，如此冠服如此是轻视自己，命龙骧军三千人持黑槊骑马攻击，谢艾左右大受惊扰。有人劝谢艾乘马，谢艾不从，下车踞胡床指挥，赵军以为有伏兵，惧怕不敢前进，被凉军别将张瑁走小道引兵截后路而退军，被谢艾乘势进击大破，谢艾斩杀赵将杜勋、汲鱼，俘杀一万三千级，麻秋单马逃奔大夏。五月，麻秋占据枹罕，与石宁又率众十二万进屯河南，刘宁、王擢略地晋兴、广武、武街，屯兵曲柳。张重华派将军牛旋御敌，退守枹罕，前凉都城姑臧大震。张重华欲亲征，被谢艾和别驾从事索遐劝止，于是派谢艾为使持节、都督征讨诸军事、行卫将军，索遐为军正将军，率步骑二万拒敌，刘宁因被凉别将杨康击败而退军回金城。
七月，石虎又遣征西将军孙伏都、刘浑率步骑二万会合麻秋军，长驱渡河攻打张重华，在长最筑城。谢艾竖起牙旗与兵众誓师，恰好风吹旌旗指向东南，索遐说：“风向就是号令，现在旌旗指向敌人，这是天助。”谢艾屯军于神鸟，王擢被谢艾的前锋部队打败逃回河南。八月，谢艾进军攻打麻秋，大败麻秋，麻秋逃回金城。石虎听说后叹息。后来唐朝人陆长源在《上宰相书》中说：谢艾书生也，破麻秋劲锐之卒。
九月，麻秋袭击张瑁，斩首三千余级。枹罕护军李逵率众七千投降，河南氐、羌皆依附赵。

## 石虎死后的乱局期间
太宁元年（349年）九月，镇守关中的皇兄乐平王石苞图谋袭击都城邺城，因东晋梁州刺史司马勋来袭而作罢。司马勋进屯悬钩，石苞派麻秋和姚国等率兵抵御。十月，赵援军到后，司马勋退兵。青龙元年（350年）正月，石虎养孙大将军武德王李闵专权，车骑将军王朗和麻秋正从长安赶赴洛阳，麻秋得到李闵杀胡人的命令，诛杀王朗所部胡人千余人。王朗逃奔皇弟新兴王石祗镇守的襄国。
麻秋率众回邺城见李闵，占据枋头自立的蒲洪派其子龙骧将军蒲雄迎击，俘获麻秋，任命其為军师将军。蒲洪改姓为苻，李闵恢复本姓冉。三月，麻秋建议苻洪：冉闵、石祗正在相持，中原之乱不可平定，不如先取关中，定都长安，稳固基业，再向东争夺天下，无人可敌。苻洪深以为然。随后麻秋在宴席间鸩杀苻洪，想兼并其部众，被世子苻健抓住处斩。苻洪对苻健说：“我以前之所以没有入关，是以为中原可以安定。如今我不幸被麻秋这小子所害。平定中原不是你们兄弟所能办到的事情，我死後，你要迅速入关！”说完就死了。

## 轶闻
- 《太平广记·卷二百六十七·酷暴一》引《朝野佥载》记载，麻秋是太原胡人，性格阴险恶毒。有小孩哭了，母亲就吓唬说“麻胡来了”，小孩就不哭了。
- 傳說長壽女神麻姑即麻秋之女。